# Neotanypeza cubitofusca
Neotanypeza cubitofusca är en tvåvingeart som först beskrevs av Günther Enderlein 1936.  Neotanypeza cubitofusca ingår i släktet Neotanypeza och familjen långbensflugor.
Artens utbredningsområde är Paraguay. Inga underarter finns listade i Catalogue of Life.